# Fritjof Hillén
Elof Fritjof "Fritte" Valentin Hillén, född 19 maj 1893 i Göteborg, död 7 november 1977 i Göteborg, var en svensk fotbollsspelare (försvarare). Han representerade på klubbnivå Gais, och var vid OS i Paris 1924 med i det svenska landslag som spelade hem en bronsmedalj.

## Karriär
Fritjof Hillén debuterade i Gais 1909, blott 15 år gammal, och blev som klubbens allra största stjärna under 1910-talet också Gais förste landslagsman genom sin debut 1917. Hillén var med och tog SM-guld 1919 och 1922, vann svenska serien 1922/1923 och blev allsvensk seriesegrare premiärsäsongen 1924/1925. Han spelade också tre matcher under Gais guldsäsong i allsvenskan 1926/1927, men detta var inte tillräckligt för att han skulle tilldelas medaljen.
Hillén, som var en verklig träningsprodukt, var på sin backposition oerhört svår att passera. Han förenade en ovanlig räckvidd med stor bollsäkerhet och placeringsförmåga. Åren 1915–1927 spelade han sammanlagt 70 matcher för Gais och gjorde ett mål. Efter den aktiva karriären var han styrelseledamot i Gais åren 1930–1935.

### I landslaget
Hillén var med i Sveriges lag i två OS. Vid olympiska sommarspelen 1920 spelade han två av Sveriges tre matcher, och vid olympiska sommarspelen 1924 deltog han i fyra av fem matcher när Sverige tog bronset. I bronslaget återfanns även Hilléns Gaiskamrater Thorsten Svensson, Gunnar "Bajadären" Holmberg och Konrad Hirsch. Hillén var mycket nära att komma med i turneringens ”världslag”.
Hillén blev så kallad ”stor grabb” år 1926 och är med sina 15 landskamper 1917–1925 (0 mål) bland de mest meriterade i Gais någonsin.

## Meriter

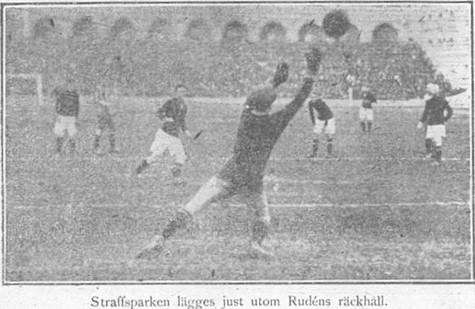
Fritjof Hillén gör 4–1 på straff mot Djurgården i SM-finalen 1919 bakom Fritiof Rudén i Djurgårdsmålet.

### Med Gais
- Svensk mästare 1919
- Svensk mästare 1922
- Seger i svenska serien 1922/1923
- Seger i allsvenskan 1924/1925

### Med landslaget
- OS-brons 1924

### Individuellt
- Mottagare av Stora grabbars märke, 1926

## Familj
Hillén var farbror till den senare gaisaren Stig Hillén.
Han är begravd på Östra kyrkogården i Göteborg.